# Chuông vàng vọng cổ truyền hình
Chuông vàng vọng cổ truyền hình (tên cũ: Ngôi sao vọng cổ truyền hình) là cuộc thi dành cho bộ môn đờn ca tài tử - cải lương do Đài Truyền hình Thành phố Hồ Chí Minh (đơn vị thường trực là Ban Văn nghệ) và Ngân hàng thương mại cổ phần Sài Gòn Công Thương (năm 2006 là nhãn hàng bột giặt Tide) phối hợp tổ chức, được diễn ra từ tháng 09 - tháng 11 hằng năm. Đây là cuộc thi nhằm phát hiện ra những nhân tố mới, đóng góp cho sự phát triển của nghệ thuật cải lương.

## Lịch sử cuộc thi
Năm 2006, với mong muốn có cuộc thi dành riêng cho bộ môn cải lương mà hiện nay đang dần bị mai một, Đài Truyền hình Thành phố Hồ Chí Minh (HTV) đã tổ chức cuộc thi Chuông vàng vọng cổ truyền hình trong sự phấn khởi của những người yêu thích cải lương. Ban đầu, cuộc thi có tên gọi là Ngôi sao vọng cổ truyền hình, do nhãn hàng bột giặt Tide tài trợ. Nhưng đến năm 2007, HTV đã nhận được những lời góp ý từ phía chuyên môn và báo chí về tên gọi cuộc thi. Một trong những lời góp ý đó là từ "ngôi sao" không phù hợp với tính chất của cuộc thi. Với những lời góp ý này, HTV đã chính thức đổi tên thành cuộc thi Chuông vàng vọng cổ truyền hình. Cuộc thi cũng thay đổi nhà tài trợ sang SAIGONBANK từ đó đến nay.

## Danh sách chuông vàng
| Năm  | Tên                       | Nơi sinh sống |
| ---- | ------------------------- | ------------- |
| 2006 | Võ Minh Lâm               | Cần Thơ       |
| 2007 | Nguyễn Ngọc Đợi           | Bạc Liêu      |
| 2008 | Võ Thành Phê              | Long An       |
| 2009 | Trần Thị Thu Vân          | Cần Thơ       |
| 2010 | Bùi Trung Đẳng            | Cần Thơ       |
| 2011 | Nguyễn Văn Mẹo            | Bình Định     |
| 2012 | Phạm Thị Huyền Trang      | Bạc Liêu      |
| 2013 | Nguyễn Thị Luận           | An Giang      |
| 2014 | Nguyễn Minh Trường        | Đồng Tháp     |
| 2015 | Nguyễn Thanh Toàn         | Cà Mau        |
| 2016 | Nguyễn Hồ Như Tuyết Nhung | An Giang      |
| 2017 | Nguyễn Văn Khởi           | Kiên Giang    |
| 2018 | Lâm Thị Kim Cương         | Sóc Trăng     |
| 2019 | Quách Thị Diễm Ngọc       | Cà Mau        |
| 2020 | Nguyễn Quốc Nhựt          | Long An       |
| 2021 | Lê Thị Diệu Hiền          | Trà Vinh      |
| 2022 | Dương Thị Diễm            | Cà Mau        |
| 2023 | Nguyễn Thị Như Ý          | Hậu Giang     |
| 2024 | Lê Hoàng Nghi             | Kiên Giang    |

## Các năm thi

### Chuông vàng vọng cổ truyền hình 2006
Cuộc thi diễn ra tại 2 khu vực: Thành phố Hồ Chí Minh và Thành phố Cần Thơ.

#### Vòng loại
Diễn ra vòng loại ngày 19/9/2006 với sự tham gia của gần 300 thí sinh. Sau vòng loại, ban giám khảo chọn ra 50 thí sinh vào bán kết.

#### Vòng bán kết
Vòng bán kết diễn ra vào 3 ngày: 4/10/2006, 5/10/2006, 6/10/2006. Sau 3 buổi thi, ban giám khảo chọn ra 10 thí sinh vào chung kết.

#### Danh sách thí sinh vào chung kết cuộc thi năm 2006
- Võ Minh Lâm
- Giang Bích Phượng
- Thạch Tiên
- Trương Ánh Tuyết
- Hồ Thị Ngọc Trinh
- Lê Văn Gàn
- Cao Thúy Vy
- Nguyễn Thị Ngọc Đặng
- Nguyễn Điền Trung
- Nguyễn Thị Diễm Kiều

#### Vòng chung kết
Chung kết diễn ra trong 5 đêm, đêm thi thứ 5 là đêm chung kết xếp hạng. (18/10, 25/10, 1/11, 8/11, 15/11)
- Đêm 1: (18/10/2006) 10 thí sinh thi.
  - Các thí sinh đêm chung kết 1:
    - Võ Minh Lâm
    - Giang Bích Phượng
    - Thạch Tiên
    - Trương Ánh Tuyết
    - Hồ Thị Ngọc Trinh
    - Lê Văn Gàn
    - Cao Thúy Vy
    - Nguyễn Thị Ngọc Đặng
    - Nguyễn Điền Trung
    - Nguyễn Thị Diễm Kiều
- Đêm 2: (25/10/2006) 10 thí sinh thi chọn 7.
  - Các thí sinh vào đêm chung kết 2:
    - Võ Minh Lâm
    - Giang Bích Phượng
    - Thạch Tiên
    - Hồ Thị Ngọc Trinh
    - Lê Văn Gàn
    - Cao Thúy Vy
    - Nguyễn Thị Ngọc Đặng
- Đêm 3: (1/11/2006) 7 thí sinh chọn 5.
  - Các thí sinh vào đêm chung kết 3:
    - Võ Minh Lâm
    - Giang Bích Phượng
    - Thạch Tiên
    - Hồ Thị Ngọc Trinh
    - Cao Thúy Vy
- Đêm 4: (8/11/2006) 5 thí sinh chọn 3 vào vòng chung kết xếp hạng.
  - Các thí sinh vào đêm chung kết xếp hạng:
    - Võ Minh Lâm
    - Hồ Thị Ngọc Trinh
    - Cao Thúy Vy

#### Chung kết xếp hạng
Diễn ra vào 15/11/2006 và truyền hình trực tiếp trên HTV9. Đêm thi này, khán giả sẽ là người quyết định thứ hạng. Ban giám khảo không còn quyết định.

#### Thứ hạng chung cuộc
| Kết quả                        | Thí sinh                                                                                          |
| Chuông vàng                    | - Võ Minh Lâm                                                                                     |
| Chuông bạc                     | - Hồ Thị Ngọc Trinh                                                                               |
| Chuông đồng (Giải ba)          | - Cao Thúy Vy                                                                                     |
| Giải tư                        | - Thạch Tiên - Giang Bích Phượng                                                                  |
| Giải của ban giám khảo báo chí | - Giang Bích Phượng                                                                               |
| Giải khuyến khích              | - Lê Văn Gàn - Nguyễn Thị Ngọc Đặng - Trương Ánh Tuyết - Nguyễn Điền Trung - Nguyễn Thị Diễm Kiều |

#### Giải thưởng
- Chuông vàng: 30 triệu đồng
- Chuông bạc: 20 triệu đồng
- Chuông đồng: 10 triệu đồng
- Giải tư: 5 triệu đồng
- Giải khuyến khích:
  - Giải khuyến khích 1: 4 triệu đồng
  - Giải khuyến khích 2: 3 triệu đồng
- Giải báo chí: 10 triệu đồng

#### Các đêm giao lưu
Sau khi cuộc thi kết thúc, HTV đã tổ chức các buổi giao lưu để giới thiệu các giọng ca đoạt giải tại 3 khu vực: An Giang (23.11.2006), Kiên Giang (25.11.2006), Bình Dương (01.12.2006).

### Chuông vàng vọng cổ truyền hình 2007
Cuộc thi diễn ra tại 4 khu vực: Khánh Hòa, Thành phố Hồ Chí Minh, Thành phố Cần Thơ, Thành phố Cà Mau.

#### Vòng loại
Diễn ra tại 4 khu vực với sự tham gia của 645 thí sinh. Sau vòng loại, ban giám khảo chọn ra 30 thí sinh vào bán kết.

#### Vòng bán kết
Vòng bán kết diễn ra vào 3 ngày: 18/9/2007, 19/9/2007, 20/9/2007. Sau 3 buổi thi, ban giám khảo chọn ra 12 thí sinh vào chung kết.

#### Danh sách thí sinh vào chung kết cuộc thi năm 2007
- Nguyễn Ngọc Đợi
- Trần Thanh Cường
- Phạm Hùng Phương
- Lê Văn Gàn
- Nguyễn Thị Diễm Kiều
- Trần Thị Như Huỳnh
- Phạm Anh Chàng
- Ngô Công Hậu
- Bùi Thanh Phong
- Hồ Thị Thu Trang
- Trần Thị Khéo
- Nguyễn Tấn Thuật

#### Thành phần ban giám khảo vòng chung kết
- Ông Lê Duy Hạnh (Tổng Thư ký Hội Sân khấu Tp. HCM)
- NSND Huỳnh Nga
- NSND Diệp Lang
- NSND Thanh Tòng
- NSND - Đạo diễn Việt Cường
- NSƯT Viễn Châu
- NSƯT Minh Vương
- NSƯT Ánh Hồng
- NSƯT Trần Ngọc Giàu
- NSƯT - Tác giả Thanh Hiền
- NSƯT Thanh Kim Huệ

#### Vòng chung kết
Chung kết diễn ra trong 5 đêm, đêm thi thứ 5 là đêm chung kết xếp hạng. (04.10, 11.10, 18.10, 25.10, 30.10)
- Đêm 1: (04.10.2007) 12 thí sinh thi.
  - Các thí sinh đêm chung kết 1:
    - Nguyễn Ngọc Đợi
    - Phạm Hùng Phương
    - Lê Văn Gàn
    - Nguyễn Thị Diễm Kiều
    - Trần Thị Như Huỳnh
    - Phạm Anh Chàng
    - Ngô Công Hậu
    - Bùi Thanh Phong
    - Hồ Thị Thu Trang
    - Trần Thị Khéo
    - Nguyễn Tấn Thuật

  - Trần Thanh Cường
- Đêm 2: (11.10.2007) 12 thí sinh chọn 07.
  -     - Nguyễn Ngọc Đợi
    - Trần Thanh Cường
    - Lê Văn Gàn
    - Nguyễn Thị Diễm Kiều
    - Trần Thị Như Huỳnh
    - Bùi Thanh Phong
    - Trần Thị Khéo
- Đêm 3: (18.10.2007) 07 thí sinh chọn 05.
  -     - Nguyễn Ngọc Đợi
    - Trần Thanh Cường
    - Lê Văn Gàn
    - Nguyễn Thị Diễm Kiều
    - Bùi Thanh Phong
- Đêm 4: (25.10.2007) 05 thí sinh chọn 03.
  - Các thí sinh vào đêm chung kết xếp hạng:
    - Nguyễn Ngọc Đợi
    - Lê Văn Gàn
    - Nguyễn Thị Diễm Kiều

#### Chung kết xếp hạng
Diễn ra vào này 30.10.2007 (sớm hơn 1 ngày so với dự tính). Đêm thi này, khác với năm trước, chính hội đồng giám khảo sẽ là người quyết định thứ hạng và hình thức này được duy trì đến nay. Khán giả không quyết định như năm ngoái.

#### Thứ hạng chung cuộc
| Kết quả                        | Thí sinh |
| Chuông vàng                    | - Nguyễn Ngọc Đợi |
| Chuông bạc                     | - Lê Văn Gàn |
| Chuông đồng (Giải ba)          | - Nguyễn Thị Diễm Kiều |
| Giải khán giả yêu thích nhất   | - Lê Văn Gàn |
| Giải của ban giám khảo báo chí | - Trần Thanh Cường |
| Giải khuyến khích              | - Phạm Hùng Phương - Trần Thị Như Huỳnh - Phạm Anh Chàng - Ngô Công Hậu - Bùi Thanh Phong - Hồ Thị Thu Trang - Trần Thị Khéo - Nguyễn Tấn Thuật - Trần Thanh Cường |

#### Giải thưởng
- Chuông vàng: 30 triệu đồng
- Chuông bạc: 20 triệu đồng
- Chuông đồng: 10 triệu đồng
- Giải tư: 5 triệu đồng
- Giải báo chí: 10 triệu đồng
- Giải khán giả yêu thích nhất: 5 triệu đồng.

### Chuông vàng vọng cổ truyền hình 2008
Diễn ra tại 4 khu vực: Bạc Liêu, Thành phố Cần Thơ, Tiền Giang, Thành phố Hồ Chí Minh.

#### Vòng loại
Từ 08 tháng 09 đến 25 tháng 09 năm 2008. Sau vòng loại, ban giám khảo chọn ra 30 thí sinh vào vòng bán kết, được tổ chức tại Thành phố Hồ Chí Minh.

#### Vòng bán kết
Vòng bán kết diễn ra vào 3 ngày: 06.10.2007, 07.10.2007, 08.10.2007. Sau 3 buổi thi, ban giám khảo chọn ra 10 thí sinh vào chung kết.

#### Vòng chung kết
Vòng thi Chung kết được truyền hình trực tiếp tại Nhà hát Truyền hình vào lúc 20:30 trên kênh HTV9, diễn ra trong 5 đêm, đêm thứ 5 là chung kết xếp hạng vào các ngày 23/10 - 30/10; 6/11 - 13/11 và 20/11/2008.
- Đêm 1: (23.10.2008) 10 thí sinh thi.
  - Các thí sinh đêm chung kết 1:
    - Nguyễn Thị Thanh Tâm,
    - Lê Quốc phòng,
    - Võ Thị Trí,
    - Nguyễn Thị Nhơn Hậu,
    - Đào Văn Vũ Thanh,
    - Võ Thành Phê,
    - Nguyễn Ngọc Lê,
    - Lê Minh Hảo,
    - Trần Thị Như Huỳnh,
    - Phạm Anh Chàng.
- Đêm 2: (30.10.2008) 10 thí sinh chọn 07.
  -     - Nguyễn Thị Thanh Tâm,
    - Lê Quốc phòng,
    - Võ Thị Trí,
    - Đào Văn Vũ Thanh,
    - Võ Thành Phê,
    - Lê Minh Hảo,
    - Trần Thị Như Huỳnh.
- Đêm 3: (06.11.2008) 07 thí sinh chọn 05.
  -     - Lê Quốc phòng,
    - Võ Thị Trí,
    - Võ Thành Phê,
    - Lê Minh Hảo,
    - Trần Thị Như Huỳnh.[liên kết hỏng]
- Đêm 4: (13.11.2008) 05 thí sinh chọn 03.
  - Các thí sinh vào đêm chung kết xếp hạng:
    - Lê Quốc phòng,
    - Võ Thị Trí,
    - Võ Thành Phê.  Lưu trữ ngày 29 tháng 12 năm 2008 tại Wayback Machine

#### Chung kết xếp hạng
Diễn ra vào này 20.11.2008. Đêm thi này sẽ quyết định thứ hạng chung cuộc của cuộc thi.

#### Thứ hạng chung cuộc
| Kết quả                        | Thí sinh |
| Chuông vàng                    | - Võ Thành Phê |
| Chuông bạc                     | - Lê Quốc phòng |
| Chuông đồng (Giải ba)          | - Võ Thị Trí |
| Giải khán giả yêu thích nhất   | - Võ Thành Phê |
| Giải của ban giám khảo báo chí | - Võ Thành Phê |
| Giải tư                        | - Lê Minh Hảo - Trần Thị Như Huỳnh                                                                                      |
| Giải khuyến khích              | - Nguyễn Thị Thanh Tâm - Nguyễn Thị Nhơn Hậu - Đào Văn Vũ Thanh - Nguyễn Ngọc Lê - Trần Thị Như Huỳnh - Phạm Anh Chàng. |

#### Giải thưởng
- Chuông vàng: 30 triệu đồng
- Chuông bạc: 20 triệu đồng
- Chuông đồng: 12 triệu đồng
- Giải tư: 7 triệu đồng
- Giải khuyến khích: 5 triệu đồng
- Giải báo chí: 10 triệu đồng
- Giải khán giả yêu thích nhất: 10 triệu đồng.

### 2009
3 thí sinh đoạt giải cao nhất lần lượt là:
- Chuông vàng: Trần Thị Thu Vân (Cần Thơ)
- Chuông bạc: Lư Quốc Vinh (An Giang)
- Chuông đồng: Lê Minh Hảo (Bến Tre)

### 2010
Cuộc thi diễn ra từ 5/8/2010 đến 29/9/2010, tuyển sinh tại 3 khu vực (6 tỉnh): Bạc Liêu, Cần Thơ, Đồng Tháp, Tây Ninh (Tây Nam Bộ); Thành phố Hồ Chí Minh (Đông Nam Bộ) và Hà Nội (miền Bắc). Đây là năm thứ 2 cuộc thi tuyển sinh khắp cả nước. 

#### 10 thí sinh lọt vào vòng chung kết cuộc thi
| Mã số đêm chung kết | Thí sinh            | Năm sinh | Số báo danh | Nghề nghiệp                                  | Quê quán    |
| ------------------- | ------------------- | -------- | ----------- | -------------------------------------------- | ----------- |
| 01                  | Nguyễn Bình Trọng   | 1979     | 18          | Công nhân                                    | Kiên Giang  |
| 02                  | Ninh Thị Như Quỳnh  | 1986     | 25          | Diễn viên nhà hát cải lương Việt Nam         | Tuyên Quang |
| 03                  | Lê Thị Huyền Trân   | 1982     | 27          | Công nhân                                    | Long An     |
| 04                  | Bùi Trung Đẳng      | 1983     | 37          | Diễn viên tự do                              | Cần Thơ     |
| 05                  | Nguyễn Thị Hồng Gấm | 1981     | 38          | Diễn viên đoàn nghệ thuật Đồng Nai           | Cần Thơ     |
| 06                  | Nguyễn Chí Luông    | 1984     | 41          | Diễn viên đoàn nghệ thuật Quân khu 9         | Bạc Liêu    |
| 07                  | Đoàn Hoa Mai        | 1979     | 42          | Diễn viên nhà hát cải lương Việt Nam         | Hải Dương   |
| 08                  | Trần Kim Phính      | 1985     | 44          | Diễn viên đoàn cải lương nhân dân Kiên Giang | Kiên Giang  |
| 09                  | Nguyễn Văn Thu      | 1977     | 45          | Nông dân                                     | Tây Ninh    |
| 10                  | Đặng Thị Mỹ Vân     | 1982     | 48          | Diễn viên đoàn nghệ thuật Đồng Nai           | Bến Tre     |

. 
Đêm chung kết đầu tiên 4/9 sẽ được truyền hình trực tiếp trên kênh HTV9 lúc 20g30 từ Nhà hát Truyền hình và các đêm tiếp theo vào các ngày 8, 15, 22, 29/9 và đêm Gala 2/10.

#### Thứ hạng chung cuộc
| Kết quả                        | Thí sinh |
| Chuông vàng                    | - Bùi Trung Đẳng |
| Chuông bạc                     | - Đặng Thị Mỹ Vân |
| Chuông đồng (Giải ba)          | - Nguyễn Bình Trọng |
| Giải khán giả yêu thích nhất   | - Nguyễn Bình Trọng |
| Giải của ban giám khảo báo chí | - Đặng Thị Mỹ Vân |
| Giải khuyến khích              | - Ninh Thị Như Quỳnh - Lê Thị Huyền Trân - Nguyễn Thị Hồng Gấm - Nguyễn Chí Luông - Đoàn Hoa Mai - Trần Kim Phính - Nguyễn Văn Thu |

## Thông tin thêm
- Năm 2006 là năm ngôi vị Chuông vàng do Khán giả bình chọn. Thí sinh đoạt giải Chuông vàng lại là Thí sinh nhỏ tuổi nhất.
- Năm 2007 là năm có số thí sinh dự thi đông nhất (645 thí sinh).
- Năm 2008, Võ Thành Phê là thí sinh đầu tiên nhận tất cả các giải thưởng phụ và ngôi vị cao nhất của cuộc thi. Đây cũng là năm mà điểm Trung bình đêm Chung kết xếp hạng cho Chuông vàng là cao nhất (19.96 điểm so với 19.91 năm 2007).
- Cũng trong năm 2008, với chương trình Chuông vàng Vọng cổ, tổng đạo diễn Lê Thụy (người đảm nhận vai trò đạo diễn chương trình từ lúc bắt đầu cho đến nay) đã đoạt giải Mai Vàng dành cho đạo diễn sân khấu được yêu thích nhất.
- Năm 2009, cuộc thi lần đầu tiên tuyển sinh ra miền Bắc, và thành tích cao nhất là giải khuyến khích trong đêm chung kết 2. Đây là một niềm khích lệ rất lớn cho bộ môn vốn của miền Nam này. Sau đó, đến năm 2012, 2013, 2014, có thí sinh miền Bắc vào Chung kết xếp hạng. Đó là Nguyễn Văn Đáng (2012), Nguyễn Minh Hải (2013) và Nguyễn Thị Lý (2014).
- Từ năm 2014, cách tính điểm của hội đồng nghệ thuật có sự thay đổi. Theo đó, điểm trung bình của thí sinh và điểm của các giám khảo được tính dựa trên thang điểm 100 thay cho thang điểm 20 như trước đây. Cách tính này được duy trì từ đó đến nay.
- Từ năm 2016, cuộc thi không còn tổ chức vòng chung kết khu vực, thay vào đó tổ chức vòng tuyển chọn để chọn ra những thí sinh xuất sắc nhất vào vòng chung kết. Đây là một phần trong việc "thay máu" cuộc thi Chuông vàng vọng cổ sau 10 năm tổ chức, làm cho cuộc thi trở nên đáng xem hơn. Bên cạnh đó, vai trò Trưởng ban Tổ chức cuộc thi cũng được chuyển từ một Phó Tổng Giám đốc HTV sang cho Trưởng ban Văn nghệ HTV.
- Từ năm 2023, cơ cấu giải thưởng có sự thay đổi. Theo đó, giải ba được đổi tên thành giải Chuông đồng. Như vậy, 3 thí sinh vào chung kết xếp hạng sẽ cùng có cúp.
- Dù được tổ chức trên "sân nhà" nhưng suốt thời gian 18 năm tổ chức (từ 2006 đến nay), chưa có một Chuông vàng nào là của Thành phố Hồ Chí Minh. Năm 2010, tất cả các đại diện của Thành phố Hồ Chí Minh đều dừng lại ở bán kết.